# Рейсмус

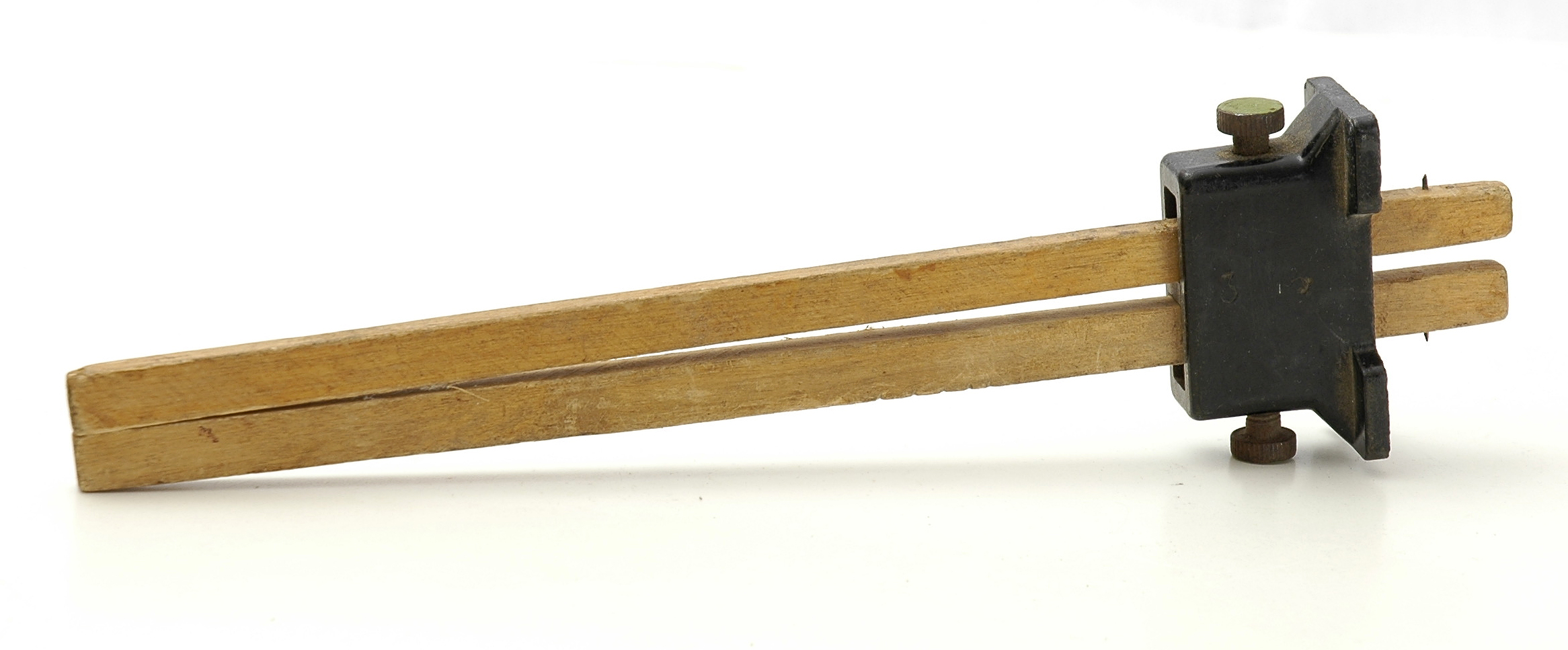
Рейсмус з двома рейками і гвинтовими затискачами

Ре́йсмус (або ре́йсмас від нім. Reißmaß) — інструмент для нанесення розмічальних ліній на заготовку паралельно базовому краю. Також використовується для перенесення розмірів з креслеників на заготовку.

## Рейсмуси у деревообробці
Рейсмус має колодку, в отворах якої розташовані одна (або дві паралельні) рейки з голками, які вишкрябують мітки в деревині. Колодка має гвинтовий затискач для закріплення рейки, і на неї часто є нанесено міліметрову шкалу. Рейки мають на одному з кінців "рисувалки" (загострений металевий стрижень або олівець; металевий рейсмус має замість голки тверде металеве кільце) для прокреслювання паралельних до заданого базового краю розмічальних рисок. Дворейковий рейсмус є більш зручним коли необхідно провести дві паралельні лінії на одній або декількох заготовках на певній відстані одна від одної. Рейсмус з двома рейками використовується, наприклад, в деревообробці для розмічання штифтів і гнізд для них.

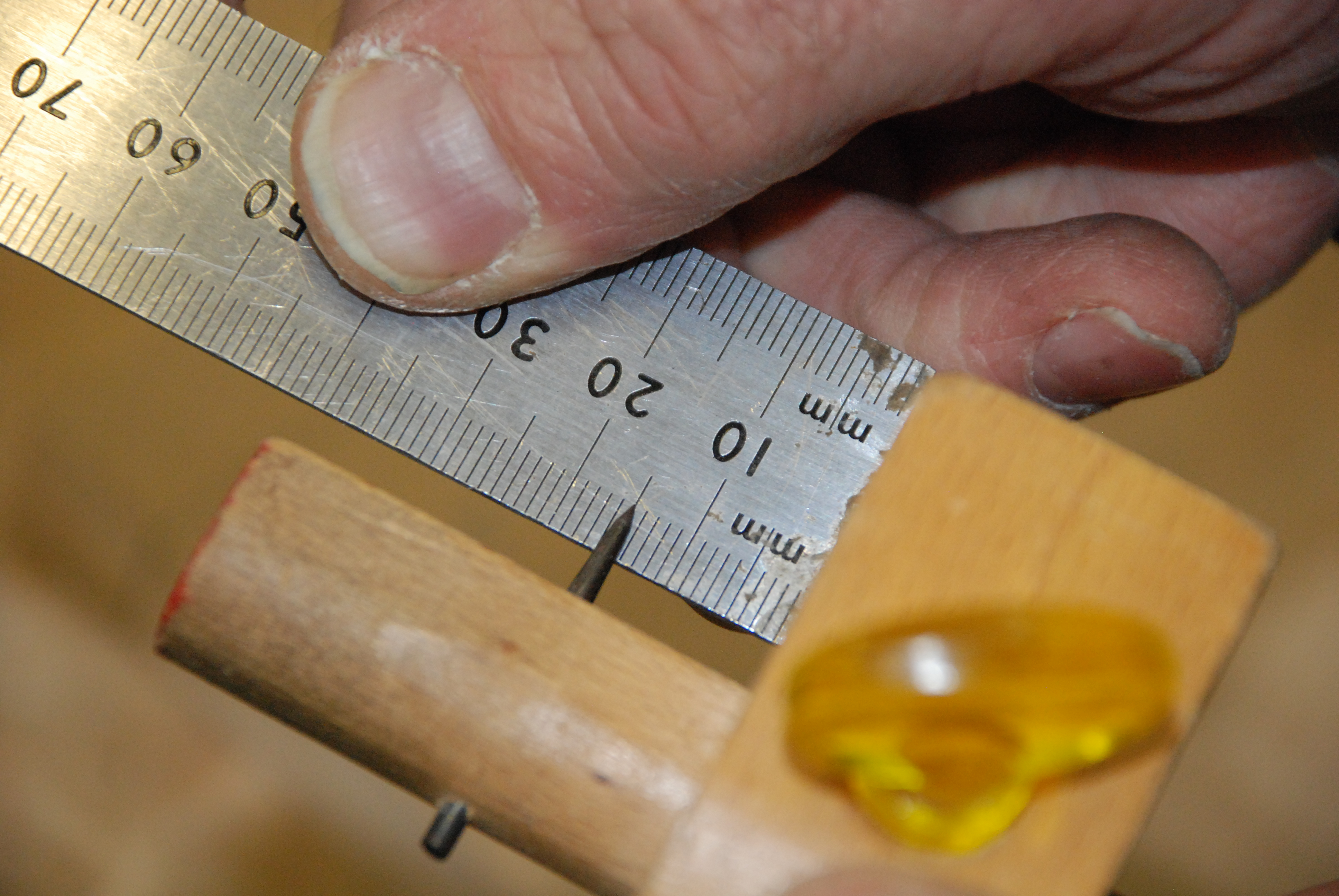
Налагоджування рейки рейсмуса

Колодка виготовлена з деревини твердих порід. Вона може бути виготовлена з металу або пластику. У менш сучасних версіях рейки фіксуються клином, а не гвинтом.
Рейсмус з однією рейкою використовують для проведення однієї паралельної лінії на одній або декількох заготовках за одне налагодження. Коли потрібно прокреслити велику кількість ліній одночасно або коли немає необхідності змінювати розмір, замість рейсмуса може використовуватись скоба. Скоба — це дерев'яний брусок з виступом, у який забито необхідну кількість цвяхів на заданих відстанях.
Для проведення риски рейсмус беруть у руку, притискають колодку до краю основи, торкаються голкою поверхні заготовки, нахиляють рейсмус у напрямку руху та проводять риску.

## Рейсмуси у слюсарній справі
У слюсарній справі рейсмус служить для прокреслювання рисок, перенесення розмірів з масштабної лінійки на заготовку, вимірювання лінійних розмірів. Рейсмус має вигляд стійки із затискачем, у якому закріплена рисувалка. Прискорення розмічання і підвищення його точності забезпечуються застосуванням штангенрейсмаса.

## Фотогалерея

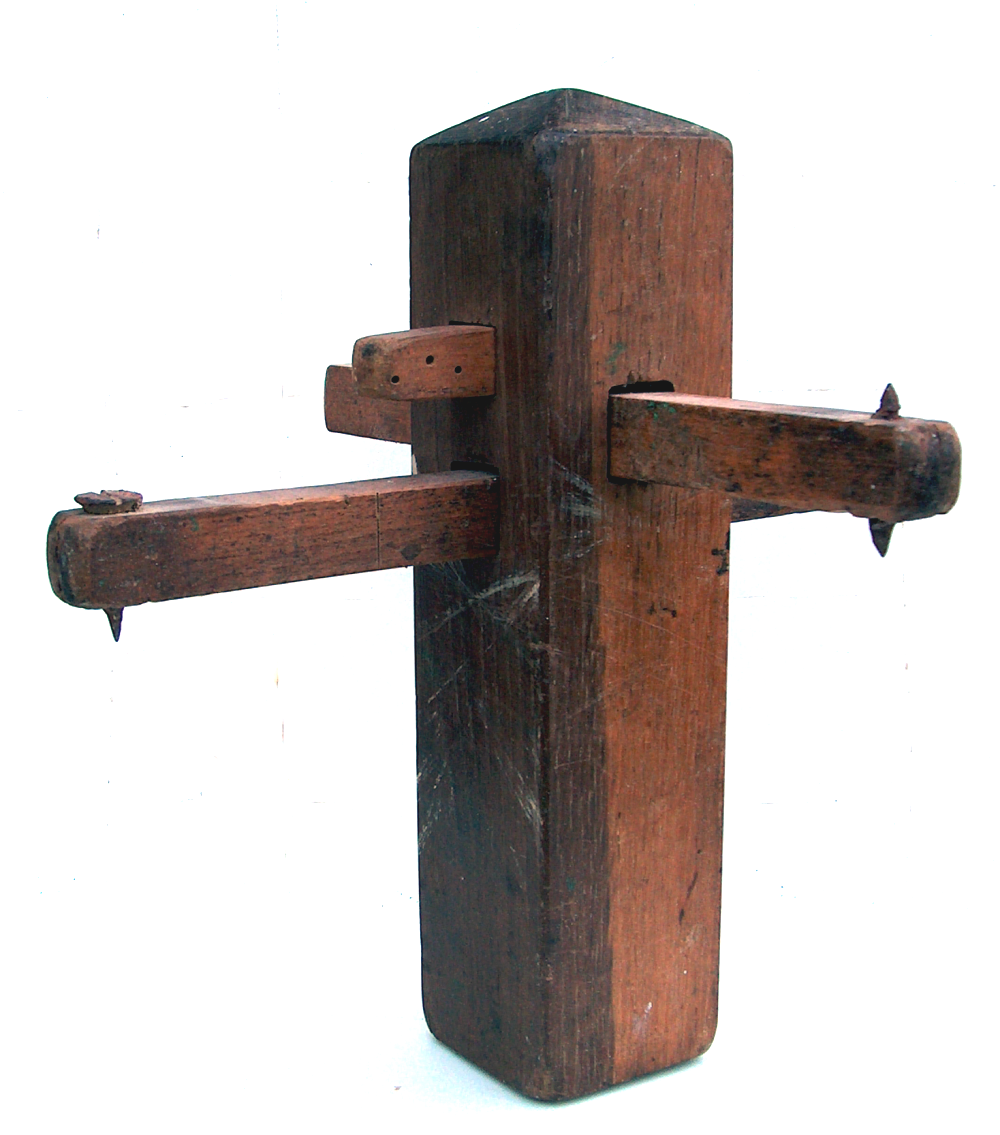
Рейсмус із просторовим розташуванням рейок
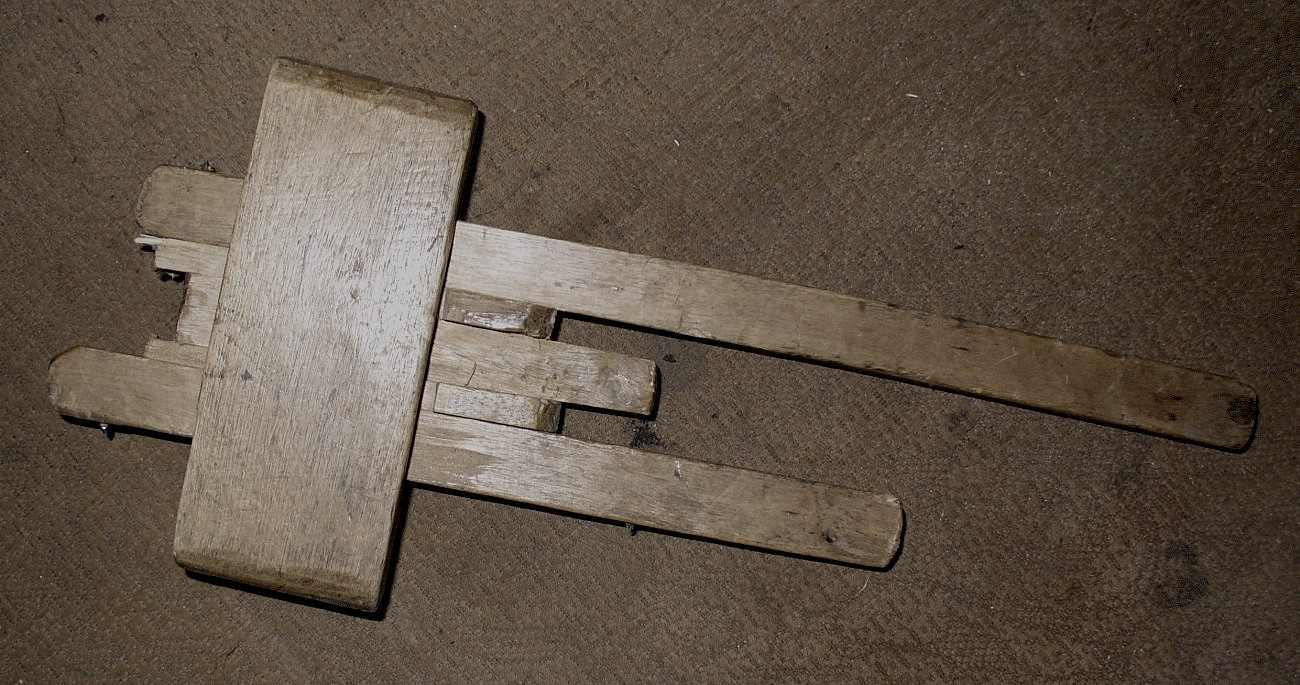
Дерев'яний рейсмус.Рейки зафіксовані клинами
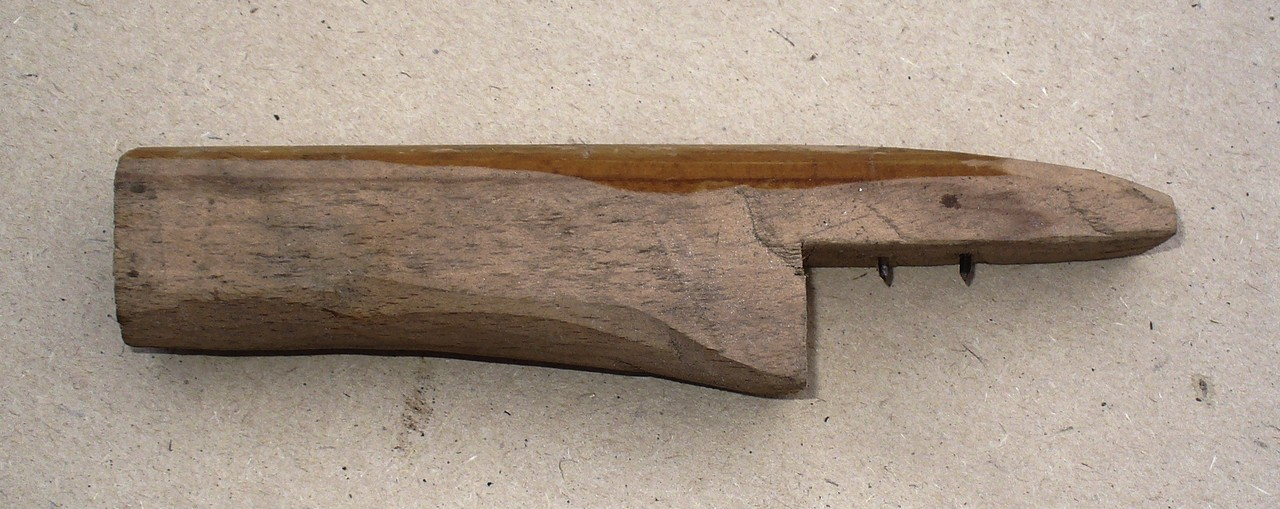
Скоба
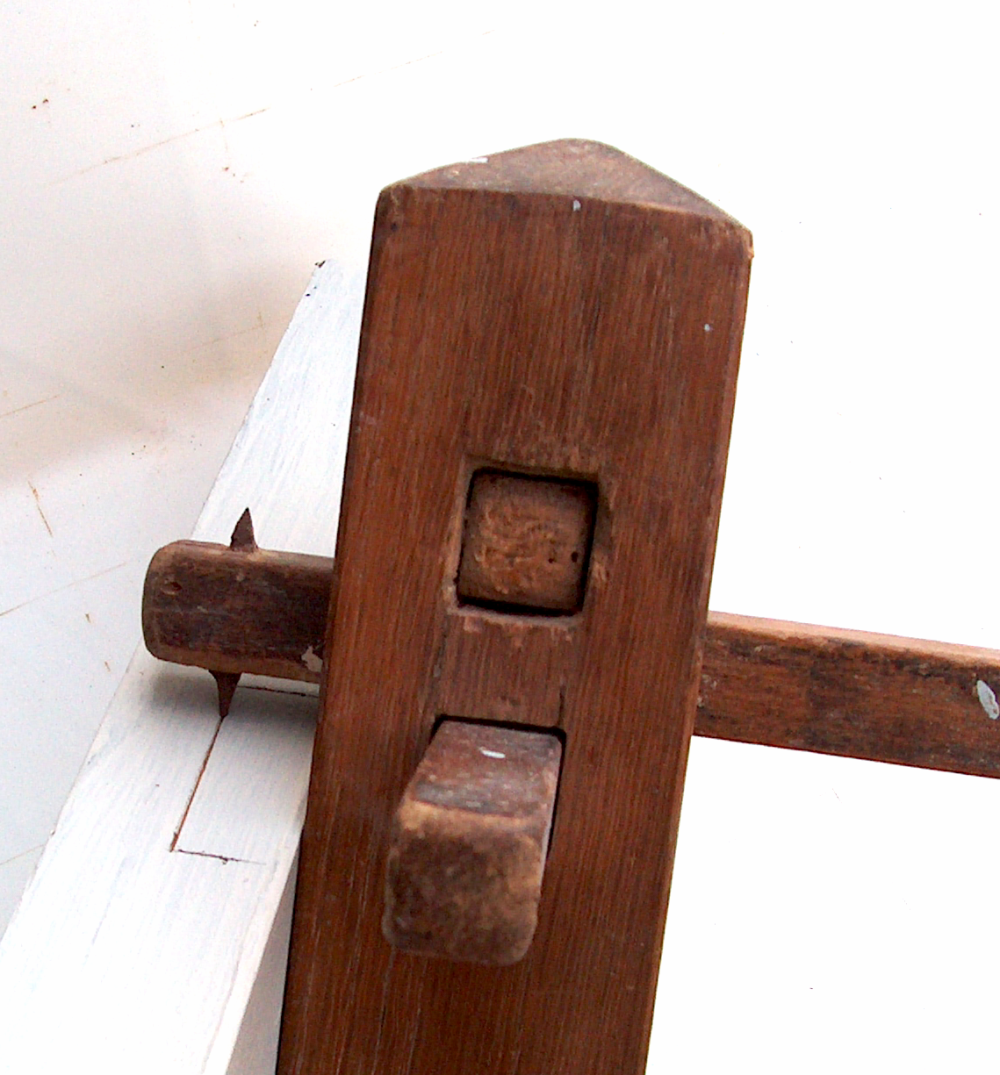
Нанесення розмітки з використанням рейсмуса
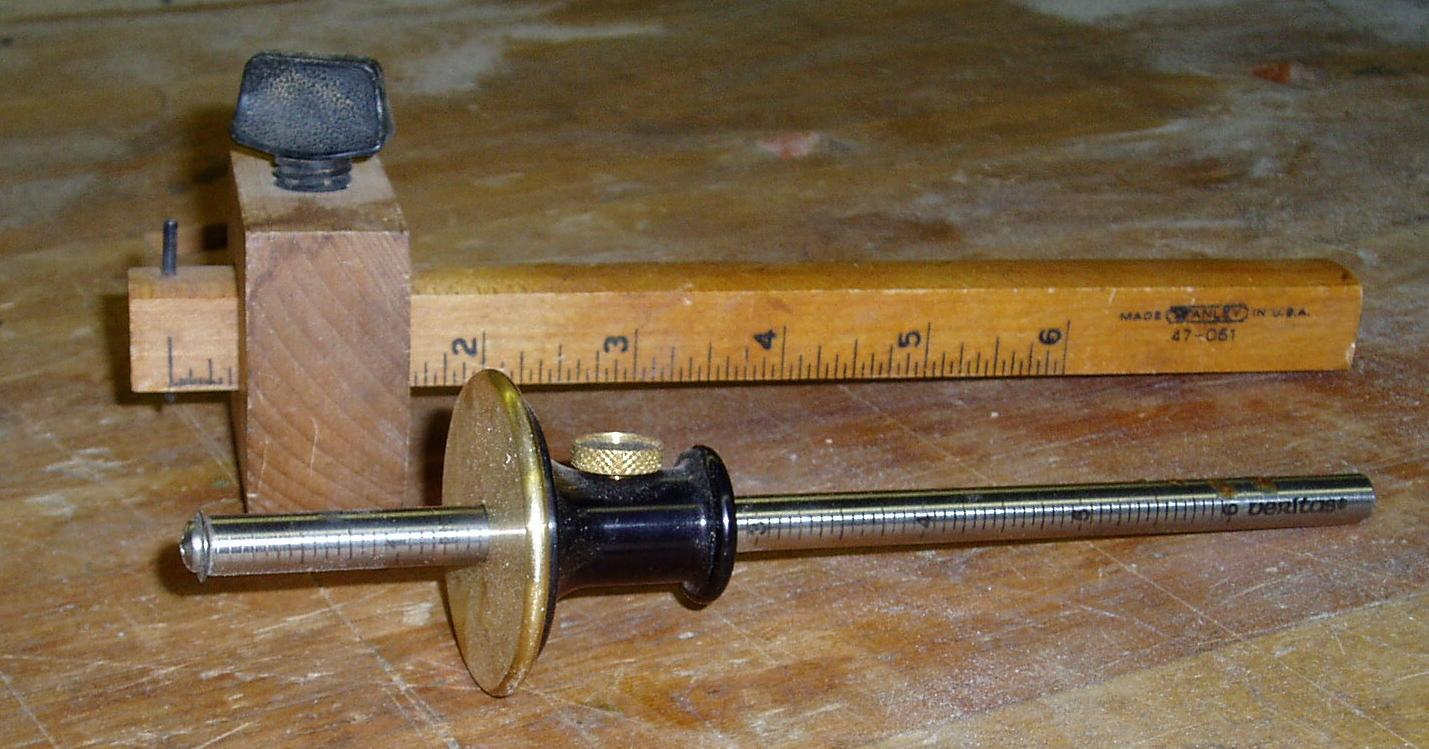
Рейсмуси: звичайний з рисувалкою і металевий циліндричної форми
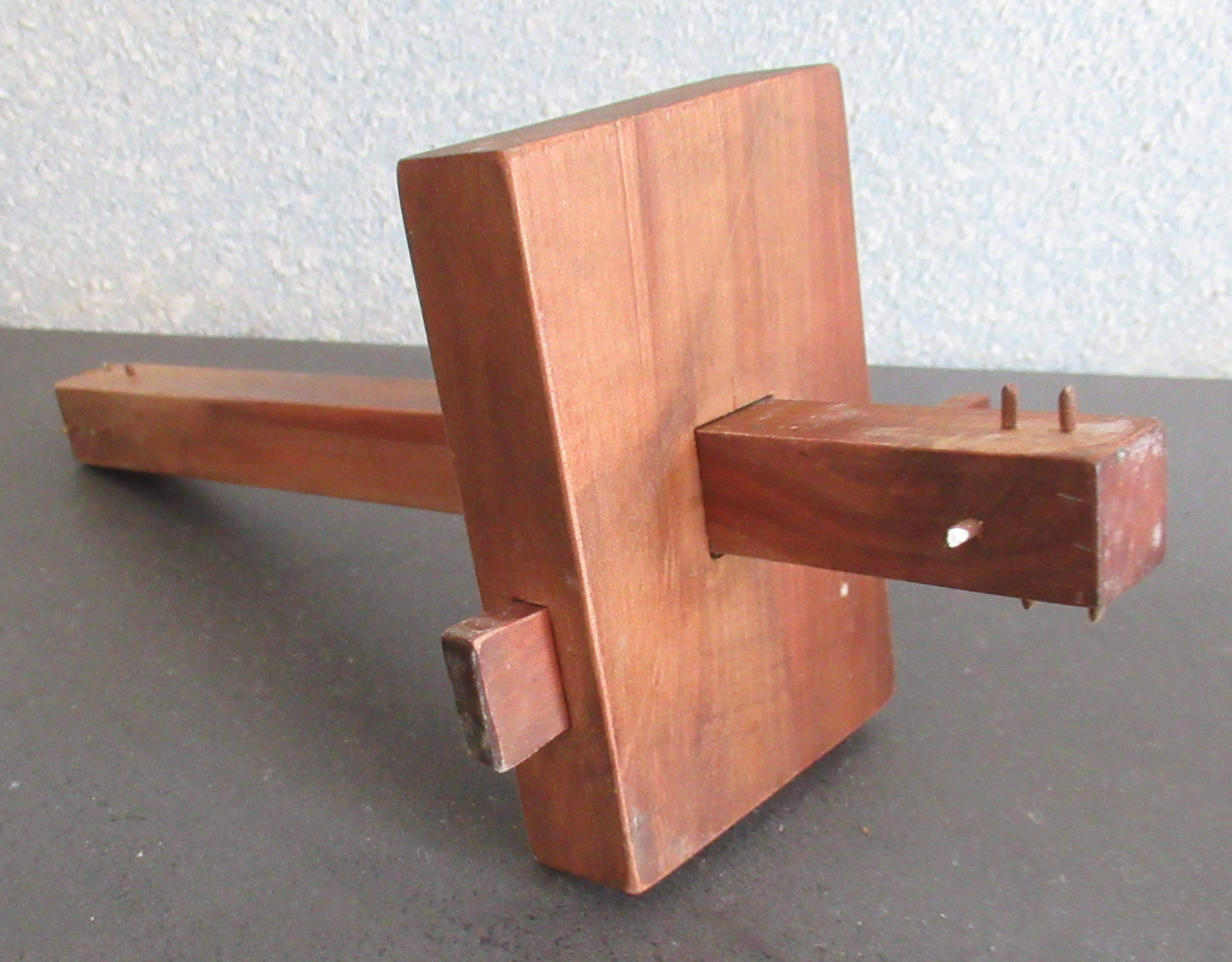
Теслярський рейсмус